# Alexandru Raj Tunaru
Alexandru Raj Tunaru (n. 12 noiembrie 1959) este un politician care a candidat la alegerile prezidențiale din 2004.
Tunaru a fost ales ca membru al Parlamentului în anul 2000, pe listele Partidului România Mare. A demisionat din PRM în decembrie 2001, pentru a se înscrie în Partidul Social Democrat, unde a rămas până în septembrie 2003 iar apoi a devenit deputat neafiliat. În cadrul activității sale parlamentare, Alexandru Raj Tunaru a fost membru în grupurile parlamentare de prietenie cu India și Republica Africa de Sud. Alexandru Raj Tunaru a candidat la alegerile prezidențiale ca președinte al Partidului Tineretului, obținând un număr nesemnificativ de voturi.
Alexandru Raj Tunaru a absolvit Institutul de Mine din Petroșani și Facultatea de Drept din cadrul Universității "Spiru Haret".
În octombrie 2006 a fost arestat în Statele Unite ale Americii, pentru violență domestică. În  2006, Tunaru a fost condamnat în SUA la patru ani de detenție. După executarea pedepsei, Tunaru a revenit în România.